# Ethnic Cleansing
Cet article concerne un jeu vidéo. Pour la vraie pratique génocidaire, voir Nettoyage ethnique.
Ethnic Cleansing (« Nettoyage ethnique ») est un jeu vidéo controversé de tir à la première personne, sorti en 2002 sur Windows. Il a été développé par Resistance Records, un label de musique appartenant à l'Alliance nationale et spécialisé dans la production de groupes néonazis et/ou prônant la suprématie de la race blanche.

## Scénario
Le joueur contrôle au choix un skinhead néonazi ou un membre du Ku Klux Klan. Il parcourt un ghetto, tuant des noirs et des latinos. Il descend ensuite dans un métro, où il tue alors des juifs. Le joueur atteint enfin le « Jewish Control Center » (« Centre de contrôle juif »), où Ariel Sharon, ancien Premier ministre d'Israël, prépare la domination du monde par les juifs. Le joueur doit tuer Sharon pour gagner le jeu.

## Technique
Ethnic Cleansing utilise le moteur de jeu open source Genesis3D (en).

## Controverse
L'Anti-Defamation League a attiré l'attention sur l'existence de ce jeu et a tenté sans succès de faire pression sur les développeurs de Genesis3D pour qu'ils changent leurs conditions de licence afin d'interdire l'utilisation du moteur pour développer de tels jeux. Elle a également fait pression sur l'Interactive Digital Software Association (en) pour encourager ses membres à adopter de tels principes.

## Suite
Une suite intitulée White Law (« Loi blanche ») a été publiée en juin 2003 par le même développeur. Le principe est similaire, le joueur contrôlant cette fois-ci un policier perpétrant une tuerie de masse.